# Détroit de Tchonhar
Le détroit de Tchonhar (en russe : Чонгарский пролив, Tchongarski proliv ; en ukrainien : Чонгарська протока, Tchonhars'ka protoka) est un détroit qui relie la mer Noire et la mer d'Azov, séparant le raïon de Henitchesk de la Crimée.

## Géographie
Le détroit de Tchonhar divise le Syvach de la mer d'Azov en deux parties : est et ouest. Le canal mesure environ 300 m de long, 80-150 m de large, moins de 3 m de profondeur.

## Histoire
Un premier pont est présent en 1836 sur une carte du détroit. De nombreux combats ont lieu pour ce détroit au cours de la Seconde Guerre mondiale et lors de l'invasion de l'Ukraine par la Russie.

## Transports

### Pont ferroviaire
C'est par ce pont que passe depuis 1874 la ligne ferroviaire Melitopol (continent)-Gare de Djankoï (Crimée).
Le pont ferroviaire est frappé par un missile tiré par les forces ukrainiennes le 29 juillet 2023. Au 1er août, le trafic ferroviaire est toujours interrompu.
| - Pont ferroviaire et barrage de Tchonhar, vue du nord - Carte de l'oblast de Kherson (fond blanc) avec le pont du détroit à droite. |

### Pont routier
Un pont ancien fut doublé par un nouveau qui laisse le passage à la Route européenne 105.
Le 22 juin 2023, alors que se déroule la guerre russo-ukrainienne, le pont routier est endommagé par l'explosion d'un missile SCALP-EG tiré par les ukrainiens,. Le 6 août 2023, le pont (ainsi que celui de Henitchesk) est à nouveau endommagé par un missile SCALP-EG,.